# Buskruitrijken

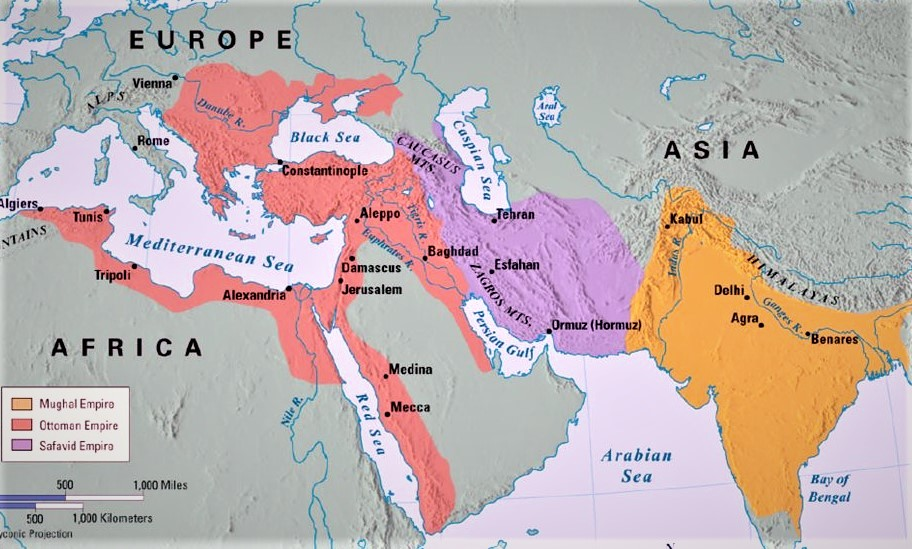
Kaart van de drie buskruitrijken.

De buskruitrijken, of de islamitische buskruitrijken, is een verzamelnaam die verwijst naar drie Turks-Perzische islamitische-rijken: het Ottomaanse Rijk, het Perzische Rijk van de Safawieden en het Mogolrijk, in de periode dat ze bloeiden van de 16e tot de 18e eeuw. Deze drie rijken behoorden tot de sterkste en meest stabiele economieën van de Vroegmoderne Tijd, wat leidde tot commerciële expansie en meer patronage van cultuur, terwijl hun politieke en juridische instellingen werden geconsolideerd met een toenemende mate van centralisatie. De rijken ondergingen een aanzienlijke toename van het inkomen per hoofd van de bevolking en de bevolking, en een aanhoudend tempo van technologische innovatie. Ze strekten zich uit van de Balkan en Noord-Afrika in het westen tot Bengalen en het Arakangebergte in het oosten.
Grote hoeveelheden grondgebied werden door de islamitische buskruitrijken veroverd met het gebruik en de ontwikkeling van de nieuw uitgevonden vuurwapens, met name kanonnen en handvuurwapens, in de loop van de keizerlijke expansie. Net als in Europa leidde de introductie van buskruitwapens tot veranderingen, zoals de opkomst van gecentraliseerde monarchale staten. Volgens G.S. Hodgson gingen deze veranderingen in de buskruitrijken veel verder dan de militaire organisatie. De Moghullen, gevestigd in Zuid-Azië, worden erkend vanwege hun weelderige architectuur en omdat ze in de Bengalen een tijdperk hebben ingeluid van wat sommigen omschrijven als proto-industrialisatie. De sjahs van Perzië creëerden een efficiënt en modern staatsbestuur voor Perzië en sponsorden belangrijke ontwikkelingen in de schone kunsten. De sultans van het Ottomaanse rijk beheersten de heilige steden Mekka, Medina en Jeruzalem en waren daarom de erkende kaliefen van de islam: hun bevoegdheden, rijkdom, architectuur en verschillende bijdragen hebben de loop van de Euraziatische geschiedenis aanzienlijk beïnvloed.

## Het Hodgson-McNeillconcept
De uitdrukking werd bedacht door Marshall G.S. Hodgson en zijn collega William H. McNeill van de Universiteit van Chicago. Hodgson gebruikte de uitdrukking in de titel van Boek 5 ("The Second Flowering: The Empires of Gunpowder Times") van zijn zeer invloedrijke driedelige werk, The Venture of Islam (1974). Hodgson zag buskruitwapens als de sleutel tot de "militaire patronagestaten van de latere middenperiode", die de onstabiele, geografisch beperkte confederaties van Turkse clans vervingen die in de post-Mongoolse tijd de overhand hadden. Hodgson definieerde een "militaire patronagestaat" als een met drie kenmerken:
- ten eerste een legitimering van onafhankelijk dynastiek recht;
- ten tweede de opvatting van de hele staat als een enkele militaire macht;
- ten derde de poging om alle economische en hoge culturele hulpbronnen uit te leggen als apanages van de belangrijkste militaire families.

Dergelijke staten groeiden "uit Mongoolse noties van grootheid", maar "dergelijke noties konden pas volledig rijpen en stabiele bureaucratische rijken creëren nadat buskruitwapens en hun gespecialiseerde technologie een primaire plaats in het militaire leven hadden gekregen."
McNeill voerde aan dat wanneer dergelijke staten "in staat waren om de nieuwe artillerie te monopoliseren, de centrale autoriteiten grotere gebieden konden verenigen in nieuwe of nieuw geconsolideerde rijken." Monopolisering was de sleutel. Hoewel Europa in de vijftiende eeuw pionierde met de ontwikkeling van nieuwe artillerie, heeft geen enkele staat het gemonopoliseerd. De knowhow op het gebied van het werpen van wapens was geconcentreerd in de Lage Landen bij de monding van de Schelde en de Rijn. Frankrijk en de Habsburgers verdeelden die gebieden onderling, wat resulteerde in een wapenstilstand. Door dergelijke monopolies daarentegen konden staten gemilitariseerde rijken creëren in West-Azië, Rusland en India, en "op een aanzienlijk gewijzigde manier" in China, Korea en Japan.
Buskruitrijken
| Vlag | Naam            | Religie   | Staatshoofd | Begin | Einde | Regeerperiode | Opmerking                                                                                |
| ---- | --------------- | --------- | ----------- | ----- | ----- | ------------- | ---------------------------------------------------------------------------------------- |
|      | Ottomaanse Rijk | Soennisme | Sultan      | 1517  | 1924  | 407 jaar      | De heilige steden van de moslims (Mekka, Medina en Jeruzalem) bevonden zich in dit rijk. |
|      | Safawieden Rijk | Sjiisme   | Sjah        | 1501  | 1722  | 221 jaar      |                                                                                          |
|      | Mogol Rijk      | Soennisme | Padisjah    | 1526  | 1858  | 332 jaar      |                                                                                          |

## Kaartengalerij

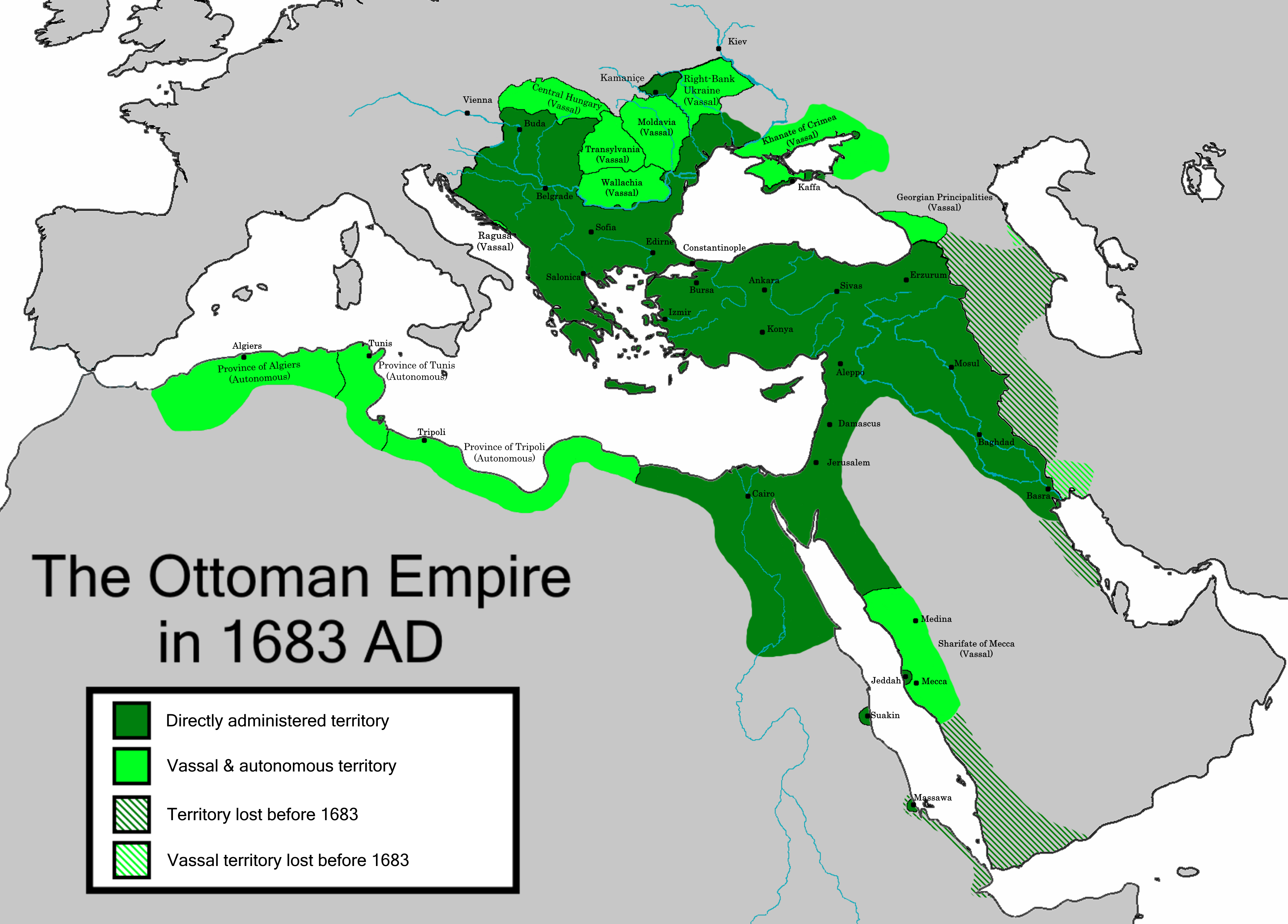
Kaart van het Ottomaanse Rijk
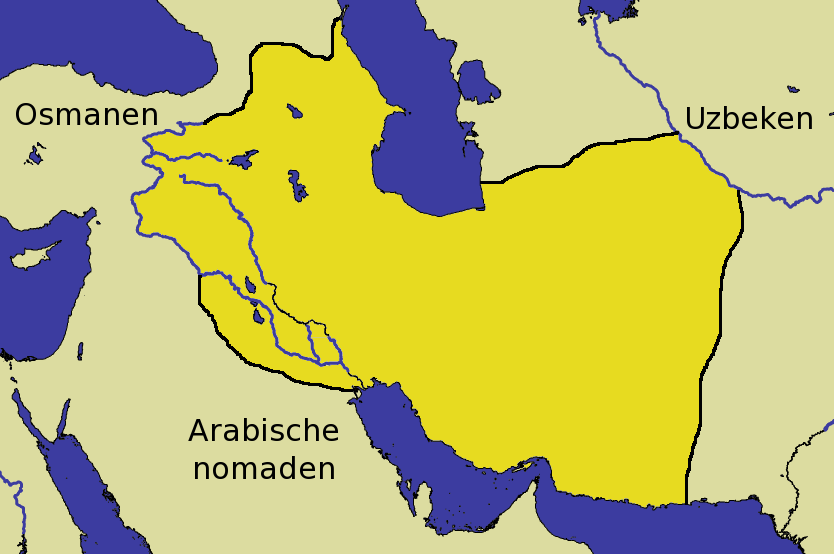
Kaart van het Safawieden Rijk
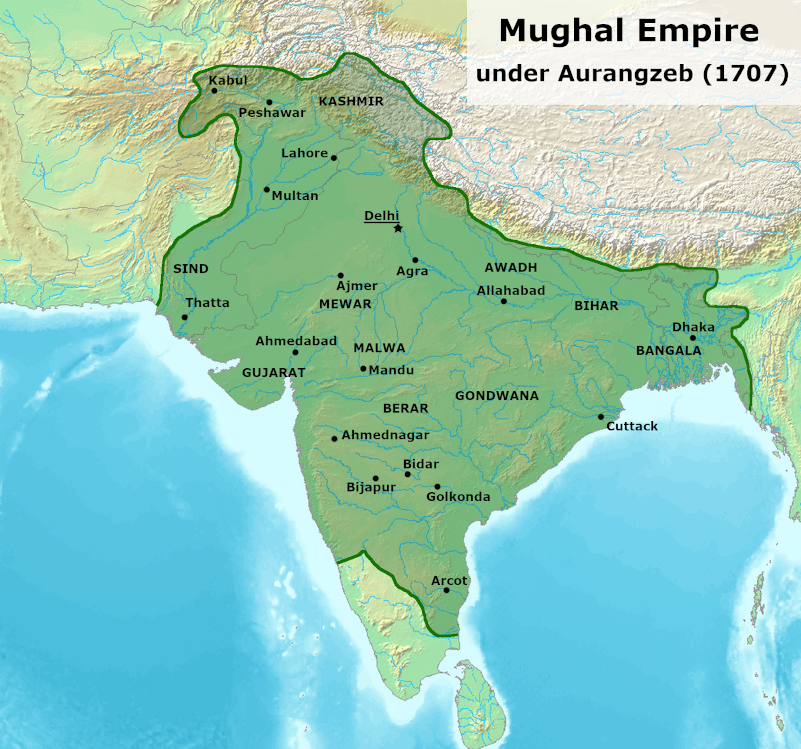
Kaart van het Mogol Rijk